# Dvadtsat dnej bez vojny
Dvadtsat dnej bez vojny (russisk: Двадцать дней без войны, da.: Tyve dage uden krig) er en sovjetisk spillefilm fra 1976 instrueret af Aleksej German.

## Medvirkende
- Jurij Nikulin - Vasilij Nikolajevitj Lopatin
- Ljudmila Gurtjenko - Nina
- Rashid Sadykov - Usman Jusupov
- Aleksej Petrenko - Jurij Stroganov
- Angelina Stepanova - Zinaida Antonovna